# 杨有志 (华宁)
杨有志（？—？），云南华宁人，中华人民共和国政治人物。

## 生平
1956年10月至1967年3月，担任云南凤庆县县长。1971年4月至1973年6月，担任中共沧源县委副书记。1973年6月，升任中共沧源县委书记。1975年8月，由李启德接任。